# Rene artificiale

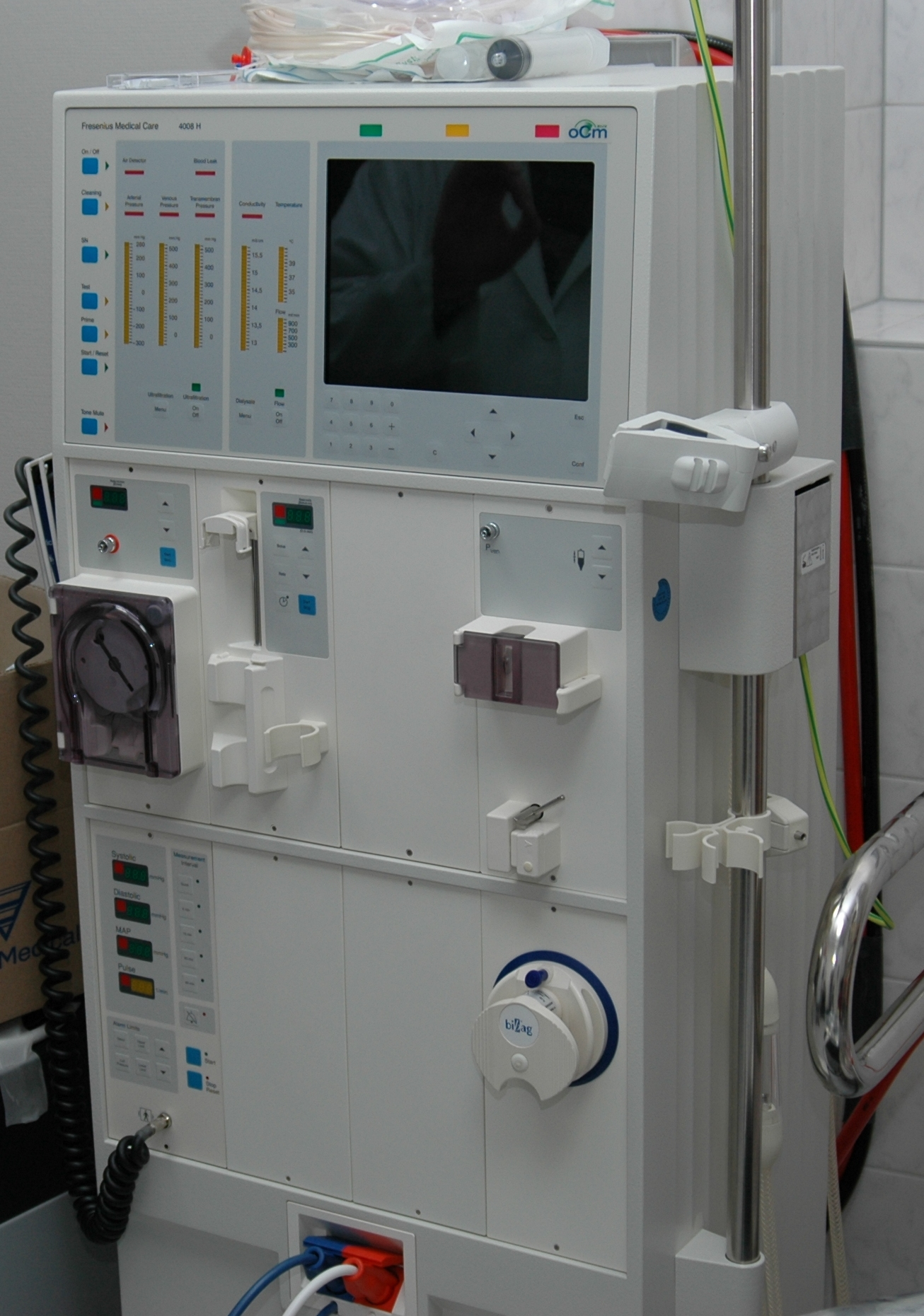
Macchina emodialitica

Rene artificiale è il nome colloquiale che viene attribuito al complesso dei dispositivi medici utilizzato nella terapia della insufficienza renale tramite emodialisi.
Nella realtà è costituito da:
- un filtro dializzatore a membrana semipermeabile;
- un circuito per la circolazione extracorporea del sangue;
- una apparecchiatura (o monitor) per la gestione e supervisione del funzionamento.

## Emodialisi

### Filtro dializzatore
Il filtro dializzatore è costituito da due comparti separati dalla membrana semipermeabile: nel primo scorre il sangue del paziente sotto trattamento, nel secondo una soluzione salina, di opportuna composizione e concentrazione, detta liquido di dialisi.
In esso avviene la regolazione vera e propria della concentrazione sanguigna mediante sottrazione o cessione delle sostanze tra i due fluidi, secondo il principio fisico del gradiente, che tende ad equilibrarli.
Per mezzo di una opportuna regolazione del gradiente di pressione, viene forzata anche la sottrazione dei liquidi in eccesso (detta ultrafiltrazione).
La membrana semipermeabile può essere di derivazione cellulosica o sintetica. Esistono numerosi tipi di membrana, di vario livello di costo e prestazione, che permettono al responsabile clinico della terapia di adattarla alla patologia specifica di ogni paziente.
I filtri dializzatori possono essere a "piastre" o a "fibre cave":
- a piastre: fogli di membrana, generalmente organizzati in pacchetti (o sandwich) separano i due comparti;
- a fibre cave: fasci di fibre capillari vengono inserire in un contenitore generalmente cilindrico e saldate in modo tale che il flusso sanguigno sia indirizzato solo all'interno delle fibre, mentre il flusso "dializzante" solo all'esterno.

La tecnologia dei filtri dializzatori a fibre cave è più recente.
Per tutti i modelli, l'ordine di grandezza della superficie utile complessiva è di circa 1 m2, tipicamente tra 0,8 e 2 m2.
Degno di nota il fatto che questo componente è generalmente monouso nelle nazioni della Comunità Europea (ovvero non è ammesso il riuso, nemmeno sullo stesso paziente), mentre viene ammesso il riuso in altri paesi, in particolare gli USA.

### Circuito extracorporeo
Si compone di accessi vascolari (aghi o cateteri), tubi ed accessori per la circolazione sanguigna nel filtro dializzatore.
Può essere costruito con componenti in PVC o più nobili e bio-compatibili. Contiene svariate appendici per mezzo delle quali il monitor può rilevare parametri fisici o clinici.
È in linea di massima il componente di minor costo, pertanto il riuso non viene ritenuto economicamente conveniente nemmeno nei paesi ove sarebbe teoricamente ammesso (ad esempio gli USA).

### Apparecchiatura (omonitor)
Spesso chiamato anche "la macchina", dagli addetti ai lavori o dai pazienti stessi, è lo strumento che:
- prepara il liquido dializzante nel rispetto delle opportune caratteristiche chimico-fisiche (composizione, concentrazione, temperatura) e ne gestisce la circolazione al filtro dializzatore ai regìmi fluidico e pressorio opportuni;
- controlla e sorveglia la circolazione sanguigna nel circuito extracorporeo;
- supervisiona l'intero processo, generalmente con dispositivi e sensori indipendenti, ai fini di garantire la massima sicurezza di trattamento al paziente e all'operatore medico.

Le apparecchiature sono generalmente installate negli ambulatori di terapia (Centri Emodialisi), e impiegate a rotazione su diversi pazienti (da 2 a 6, a seconda dei turni operativi): per questa ragione è normalmente prevista una procedura di sterilizzazione tra ciascun uso, gestita autonomamente dalla stessa apparecchiatura.
Esistono svariati modelli con un diverso livello di prestazioni e costo, nonostante la struttura base sia essenzialmente la stessa. Molti produttori, in particolare coloro che possiedono le tecnologie dei filtri dializzatori, hanno sviluppato varianti della terapia classica che possono ottimizzare i trattamenti e migliorare il quadro clinico complessivo dei pazienti.
Tuttavia, data la difficoltà di valutare i vantaggi effettivi, che spesso sono misurabili solo nel lungo periodo, risulta talvolta difficile giustificare il costo, sensibilmente più elevato, di queste terapie.

## Rene bioartificiale
A partire dal Duemila ricercatori di varie parti del mondo hanno iniziato a sviluppare l'idea di un "rene bioartificiale" che possa, come trattamento alternativo, sostituire la dialisi e il trapianto renale.

### Wearable Artificial Kidney
Un rene artificiale indossabile è una macchina da dialisi indossabile che una persona affetta da insufficienza renale terminale potrebbe usare quotidianamente o continuamente. Questo dispositivo non è ancora disponibile, ma la ricerca è orientata allo sviluppo di macchinari portatili che siano in grado di imitare le funzioni del rene normale. Alcuni pazienti ricevono già un trattamento di dialisi peritoneale continuo a livello ambulatoriale, ma sono solo una piccola parte dei malati. Il trattamento peritoneale però richiede che grandi quantità di dialisato vengano immagazzinati e smaltiti. Visto che i reni di un individuo sano filtrano il sangue 24 ore al giorno, mentre un dializzato terminale può arrivare a 12 ore a settimana, sarebbe auspicabile che un individuo affetto da insufficienza renale abbia un dispositivo che consenta una filtrazione 24 ore su 24, al fine di poter svolgere una vita normale e ridurre la mortalità. La FDA ha approvato una sperimentazione clinica negli Stati Uniti per un rene artificiale indossabile. Il prototipo è un dispositivo di 4,5 chili, alimentato da batterie, che si collega al paziente tramite un catetere e dovrebbe usare meno di 500 ml di dializzato. È progettato per funzionare ininterrottamente, consentendo ai pazienti di rimanere in ambulatorio, migliorando la qualità della vita.

### Implantable Renal Assist Device (IRAD)
L'équipe di ricercatori dell'Università della California hanno dato avvio nel 2010 al "The Kidney Project" hanno dato avvio alla creazione di un prototipo di rene artificiale. Le prime sperimentazioni sull'uomo sono previste nel 2017.
Questo progetto con a capo il bioingegnere Shuvo Roy ha lo scopo di sviluppare un rene bioartificiale impiantabile, il quale dovrebbe essere in grado di svolgere gran parte delle funzioni di un vero rene. Il dispositivo (device) è strutturato in due parti: un filtro e un bioreattore cellulare.
Nel 1998 iniziò la collaborazione tra Shuvo Roy e William Fissell della Cleveland Clinic. Nella prima fase del "Kidney Project", durata per oltre dieci anni dal 1998 al 2010 venne dimostrata la flessibilità dei due componenti del rene bioartificiale. La seconda fase, partita nel 2011 ha come obbiettivo di raffinare le due componenti.
Sulla scia del progetto "Innovation Pathway 2.0" curato dalla Food and Drug Administration, nell'aprile 2012 l'IRAD del team di Shuvo Roy venne scelto tra le soluzioni più innovative.

## Rigenerazione dei tessuti

### Progetto Reset
Nel 2011 all'istituto Mario Negri di Bergamo è stato avviato il "Progetto reset". La squadra, guidata da Giuseppe Remuzzi, lavora sull'idea di generare un rene funzionante eliminando le cellule malfunzionanti, mantenendo la struttura tridimensionale dell'organo.